# Hanns Hönscheid

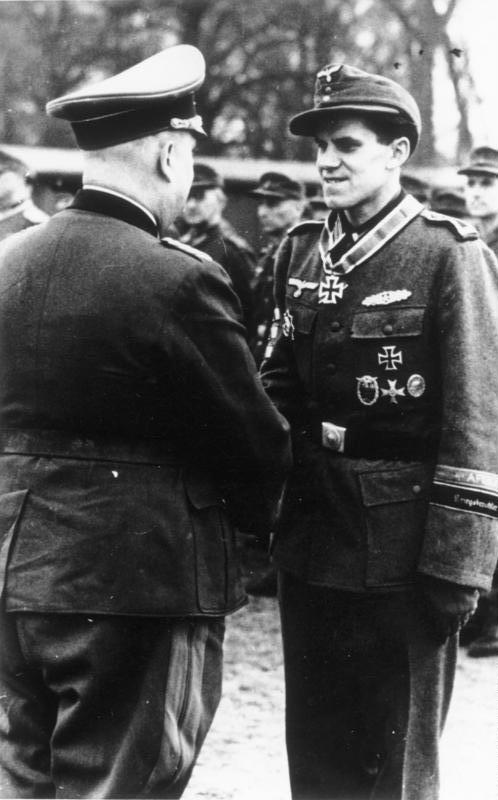
Ridderkruis voor sergeant-majoor Hanns Hönscheid. Hij draagt ook de Nahkampfspange en het Duits Kruis

Johannes-Matthias Hönscheid (Eitorf, 14 juli 1922 – München, 2 maart 2001) was een Duits oorlogscorrespondent tijdens de Tweede Wereldoorlog. Hij was ook officier en bekleedde vanaf 1 maart 1945 de rang van reserve-luitenant van de parachutisten. Hanns Hönscheid werd gedecoreerd met het ridderkruis van het IJzeren Kruis en andere hoge onderscheidingen. Hij was de enige Duitse oorlogscorrespondent (Kriegsberichter) in de Wehrmacht die het ridderkruis zou ontvangen.
Hanns Hönscheid werd na een studie aan de universiteit in Frankfurt opgeroepen voor militaire dienst en ingedeeld bij de Luftwaffe. Hij vloog 28 maal in een Junkers Ju 88 mee tijdens aanvallen op Valletta op Malta en Kaap Bon in Tunesië.
Aan het front beperkte Hanns Hönscheid zich niet tot journalistiek. Hij trok met de soldaten ten strijde. Op zijn conto staat het vernietigen van zeven vijandelijke tanks met antitankmijnen tijdens de zware gevechten tijdens de Duitse terugtocht naar het gebied van Frosinone en Monte Cassino. Hij was als aanvoerder van een eenheid stoottroepen verantwoordelijk voor het gevangennemen van 827 krijgsgevangenen. In Italië werd hij, zwaargewond, gevangengenomen maar hij wist te ontsnappen.
Hönscheid nam op 14 september 1944 dienst in het leger. Daar werd zijn rang als onderofficier (Oberfeldwebel) gegeven. Hij werd voor zijn acties in Italië in de laatste dagen van de oorlog voorgedragen voor het felbegeerde ridderkruis van het IJzeren Kruis. Dat kruis werd hem op 12 maart 1945 omgehangen. Eerder verwierf hij al de Nahkampfspange en hij ontving ook het Duits Kruis in goud, de gebruikelijke opstap naar het ridderkruis.
Aan het einde van de oorlog was hij woordvoerder met de Duitse regering onder Karl Dönitz in Plön en Flensburg.

## Decoraties
- Ridderkruis van het IJzeren Kruis op 12 maart 1945[1][2][3]
- Duits Kruis in goud op 16 maart 1945[4][3]
- IJzeren Kruis 1939, 1e Klasse en 2e Klasse[3]
- Kruis voor Oorlogsverdienste, 1e Klasse en 2e Klasse met Zwaarden[3]
- Gewondeninsigne 1939 in zilver en zwart[3]
- Nahkampfspange in zilver en brons[3]
- Erdkampfabzeichen der Luftwaffe[3]
- Gesp voor Gevechtsvluchten aan het Front in brons[3]
- Mouwband "AFRIKA"[3]
- Sonderabzeichen für das Niederkämpfen von Panzerkampfwagen durch Einzelkämpfer in zilver (tweemaal)[3]
- Sonderabzeichen für das Niederkämpfen von Panzerkampfwagen durch Einzelkämpfer in goud[3]
- Mouwband Kriegsberichter der Luftwaffe[3]
- Fallschirmschützenabzeichen der Luftwaffe[3]
- Flieger-Erinnerungsabzeichen[3]